# Disko (singolo)
Disko è un singolo del gruppo musicale sloveno LPS, pubblicato il 1º aprile 2022.

## Descrizione
Disko è stato presentato il 1º dicembre 2021 in occasione dell'episodio del concorso canoro EMA Freš a cui gli LPS hanno preso parte, risultando vincitori e guadagnando un posto nella finale dell'evento. Da qui hanno ottenuto uno dei quattro posti riservati agli artisti emergenti a Evrovizijska Melodija 2022, il programma di selezione del rappresentante sloveno all'Eurovision Song Contest. Il 19 febbraio 2022, nella finale della selezione eurovisiva, dove hanno ripresentato Disko, hanno ottenuto il maggior punteggio fra i dodici partecipanti, diventando di diritto i rappresentanti sloveni a Torino. Il brano è stato pubblicato come singolo digitale il 1º aprile 2022. Nel maggio successivo gli LPS si sono esibiti durante la prima semifinale della manifestazione europea, dove si sono piazzati all'ultimo posto su 17 partecipanti con 15 punti totalizzati, non riuscendo a qualificarsi per la finale.

## Tracce
Testi e musiche di Filip Vidušin, Žiga Žvižej, Gašper Hlupič, Mark Semeja, Zala Velenšek e Jakob Korošec.
1. Disko – 2:59

## Classifiche
| Classifica (2022) | Posizione massima |
| ----------------- | ----------------- |
| Lituania          | 35                |